# Saint-Dominique
Saint-Dominique es un municipio de la provincia de Quebec, Canadá. Está ubicado en el condado regional de Les Maskoutains y a su vez, en la región administrativa de Montérégie. Hace parte de las circunscripciones electorales de Saint-Hyacinthe a nivel provincial y de Saint-Hyacinthe−Bagot a nivel federal.

## Geografía
Saint-Dominique se encuentra ubicada en las coordenadas 45°34′00″N 72°51′00″O / 45.56667, -72.85000. Según Statistics Canada, tiene una superficie total de 69,08 km² y es una de las 1134 localidades en las que está dividido administrativamente el territorio de la provincia de Quebec.

## Demografía
Según el censo de 2011, había 2327 personas residiendo en este municipio con una densidad poblacional de 33,7 hab./km². Los datos del censo mostraron que de las 2132 personas censadas en 2006, en 2011 hubo un aumento poblacional de 195 habitantes (9,1%). El número total de inmuebles particulares resultó de 943 con una densidad de 13,65 inmuebles por km². El número total de viviendas particulares que se encontraban ocupadas por residentes habituales fue de 919.